# Morsa
A morsa (Odobenus rosmarus) é um animal de grande porte que vive nas águas do Ártico. É a única espécie não extinta do gênero Odobenus e da família Odobenidae. Uma morsa fêmea adulta chega a 2,60 metros de comprimento e pode pesar de 400 até 1 250 kg. O macho adulto é ainda maior, podendo ter de 3 a 4 m de comprimento. Os machos adultos do Pacífico podem pesar até mais de 2 000 kg e, entre pinípedes, são ultrapassados em tamanho apenas pelas duas espécies de elefantes-marinhos. Subdivide-se em três subespécies: morsa do Atlântico (O. rosmarus) que vive no oceano Atlântico, a morsa do Pacífico (O. rosmarus divergens) que habita no oceano Pacífico e O. rosmarus laptevi, que vive no mar de Laptev.
A morsa é imediatamente reconhecida por suas presas proeminentes, que são apenas caninos muito bem desenvolvidos, bigodes e grande volume. As morsas possuem uma pele enrugada e áspera que vai se tornando cada vez mais espessa ao longo de sua vida (15 a 30 anos). Para nadar usam a nadadeira caudal. A Morsa se locomove em água igual a uma foca, e para se locomover em solo terrestre, a morsa é capaz de virar os membros posteriores para frente e andar normalmente. Deslocam-se mal em terra, utilizando as suas presas para se locomover, cravando os dentes no gelo e puxando o corpo para frente (por isso o nome Odobenus, que significa "aquele que caminha com os dentes"). Seu focinho tem um sólido bigode e dois enormes caninos ou presas que podem chegar a 90 centímetros nas fêmeas e ultrapassar 1,10 metro de comprimento nos machos. As morsas alimentam-se principalmente de moluscos (bivalentes e caracóis), ouriços, estrelas, caranguejos e suas presas vão se desgastando-se ao longo dos anos. As morsas percebem o alimento presente no Iodo e areia devido aos seus pelos (vibrissas) presentes no seu focinho. Em sua busca por alimentos, elas realizam mergulhos profundos e prolongados, podendo chegar a cem metros de profundidade, devido as adaptações que tornam seu mergulho eficiente. Durante o mergulho, as morsas reduzem seu batimento cardíaco, transferem a circulação para os órgãos vitais como cérebro e coração, reduzem o metabolismo e utilizam a grande quantidade de oxigênio armazenada em seu sangue (devido à grande concentração de hemoglobina e mioglobina). Elas residem principalmente em habitats rasos nas prateleiras oceânicas, gastando uma proporção significativa de sua vida no gelo do mar em busca da sua dieta preferida de moluscos bivalves bentônicos. É uma vida relativamente longa animal. Sociável, a morsa é considerada uma espécie-chave nos ecossistemas marinhos do Ártico.
As morsas tendem a viver em bandos de até cem indivíduos. As fêmeas atingem a maturidade sexual entre 4-6 anos de idade, enquanto o macho atinge com 7 anos. As fêmeas dão a luz no máximo a cada dois anos e  o período de gestação dura aproximadamente um ano, onde apenas um filhote nasce, pesando entre 45 e 75 quilos. Logo após o nascimento as morsas já são capazes de nadar. O período de amamentação do filhote dura entre um ano e meio a dois anos. As principais dificuldades que as morsas enfrentam são a falta de alimento e os caçadores, tendo as orcas, tubarões e focas leopardo como principais predadores.
A morsa tem desempenhado um papel de destaque nas culturas de muitos povos indígenas do Ártico que a caçaram por sua carne, pele, gordura, presas e ossos. No século XIX e início do século XX a morsa foi o objeto de exploração comercial pesado de gordura de baleia e marfim e com isso, as populações da espécie diminuíram rapidamente. Sua população mundial, desde então, tem vindo a recuperar, embora as populações do Atlântico e Laptev permaneçam fragmentadas e em níveis historicamente deprimidos.
Encontra-se vulnerável de acordo com a IUCN ver. 3.1.

## Migração
No fim do ano (verão e no outono) a morsa tenta juntar dezenas de milhares de indivíduos em praias rochosas ou afloramentos. A migração entre o gelo e a praia podem ser de longa distância e dramática, já que normalmente são de mais de 1,8 mil quilômetros. As migrações ocorrem em função da busca de alimento e devido ao fato de serem animais muito visados pelos caçadores. No final da primavera e no verão, por exemplo, centenas de milhares de morsas do oceano Pacífico migram do mar de Bering para o mar de Chukchi através do estreito de Bering.